# Supergirl

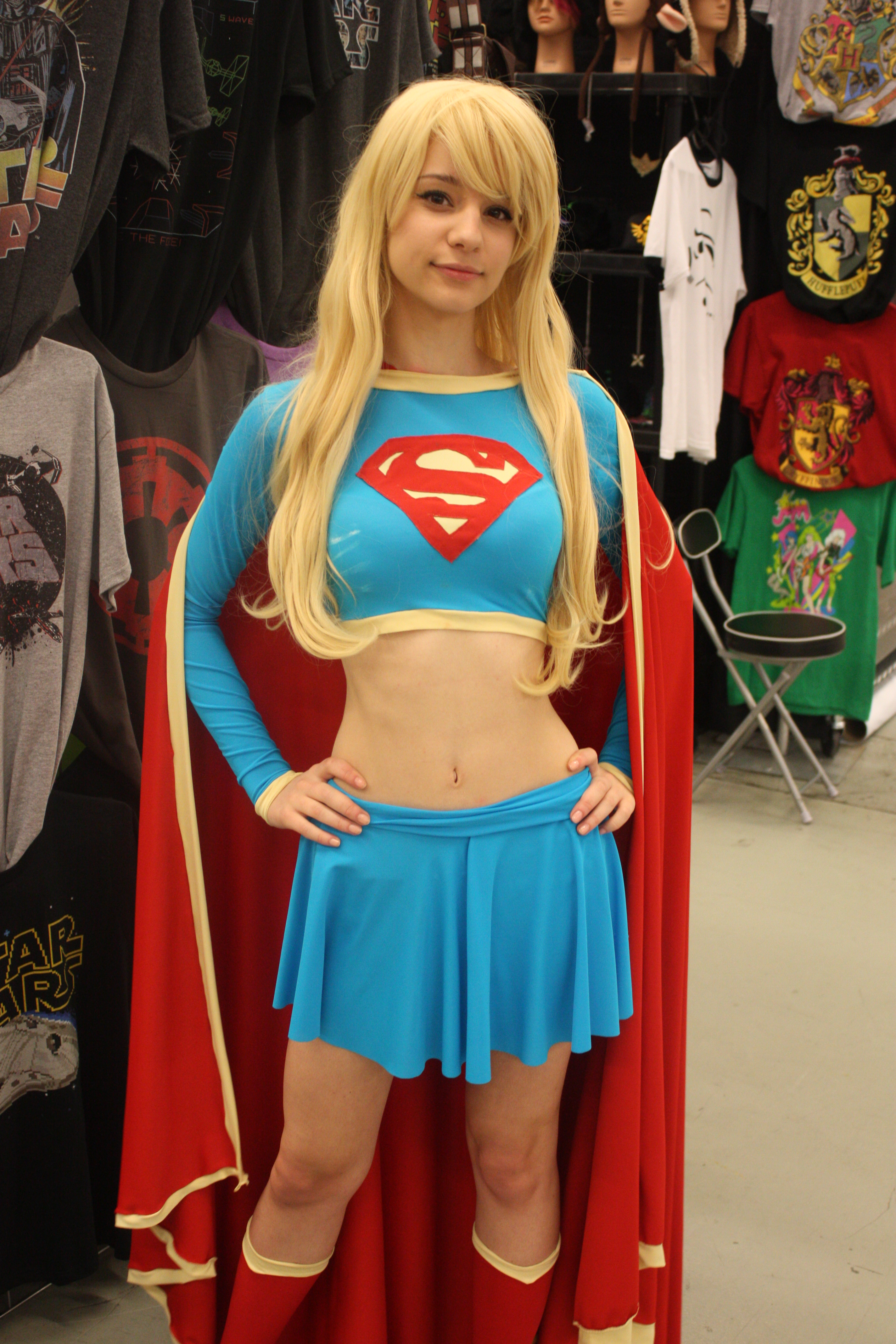
Dívka v kostýmu Supergirl

Supergirl je fiktivní postava vystupující především v komiksech amerického vydavatelství DC Comics. Byla vytvořena v roce 1959 jako ženská obdoba populárního Supermana, jejími autory jsou scenárista Otto Binder a kreslíř Al Plastino. Zpočátku se jednalo o vedlejší postavu v různých komiksových sériích DC, v příbězích byla dospívající Supermanovou sestřenicí jménem Kara Zor-El, která pochází z kryptonského města Argo City. V roce 1972 bylo zahájeno vydávání první samostatné série o Supergirl. Po roce 1985 vystupovaly v roli Supergirl i další postavy (Matrix, Linda Danvers, Cir-El), současné příběhy o Kaře Zor-El coby Supergirl jsou vydávány od roku 2004.
O Supergirl byl v roce 1984 natočen celovečerní film Superdívka (spin-off supermanovské filmové série ze 70. a 80. let). V letech 2015–2021 byl vysílán televizní seriál Supergirl.